# Route magistrale 14 (Lituanie)
Pour les articles homonymes, voir A14 et Route 14.

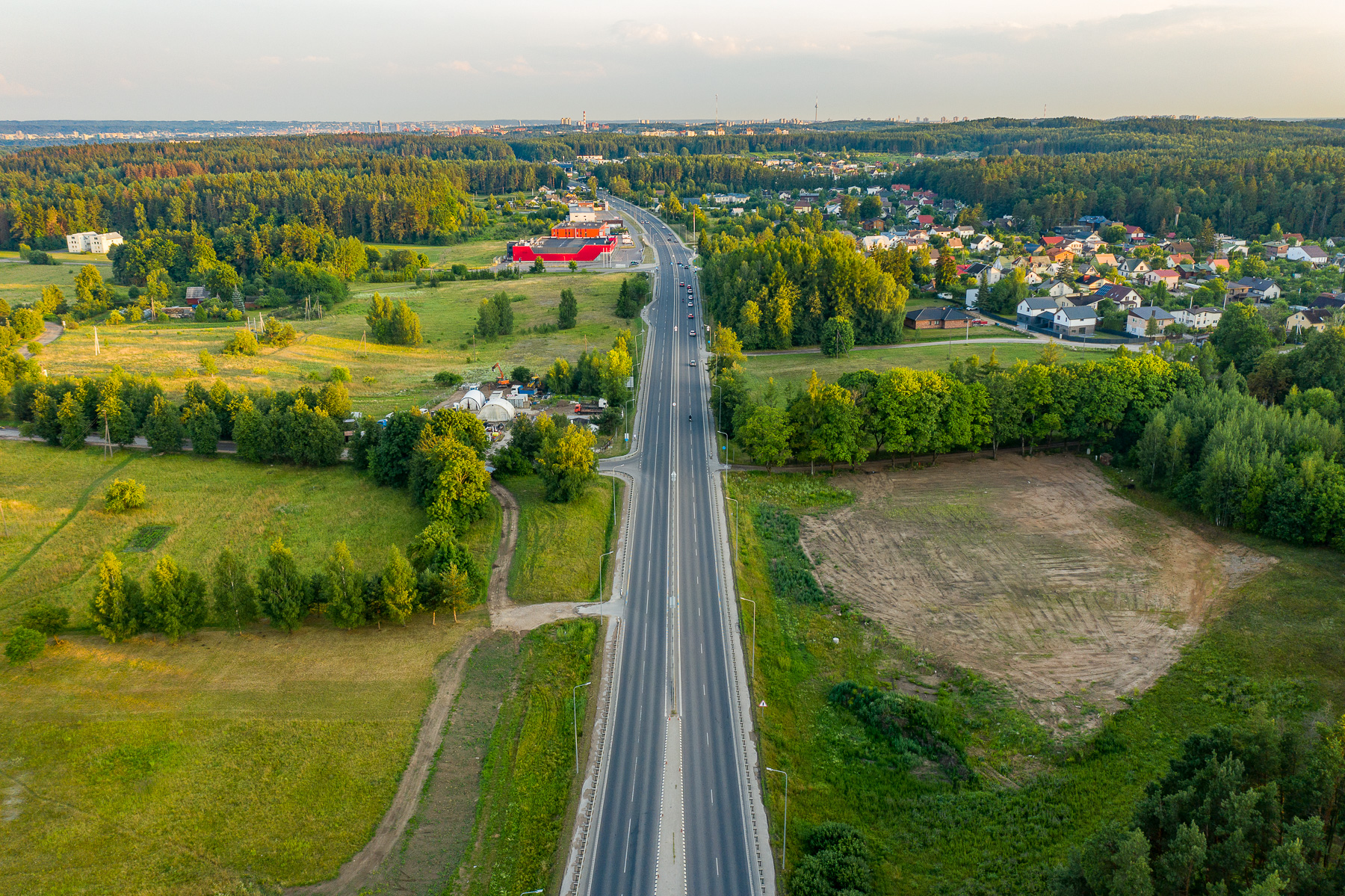

La route A14 (Magistralinis kelias A14) est une route lituanienne reliant Vilnius à Utena. Elle mesure 95,6 km.

## Tracé
- Vilnius
- Molėtai
- Utena

## Passage en route en 2 + 1
Un passage en route en 2+1 est envisagé.